# 9e régiment de grenadiers colbergeois « comte Gneisenau » (2e régiment d'infanterie poméranien)
Pour les articles homonymes, voir 9e régiment.

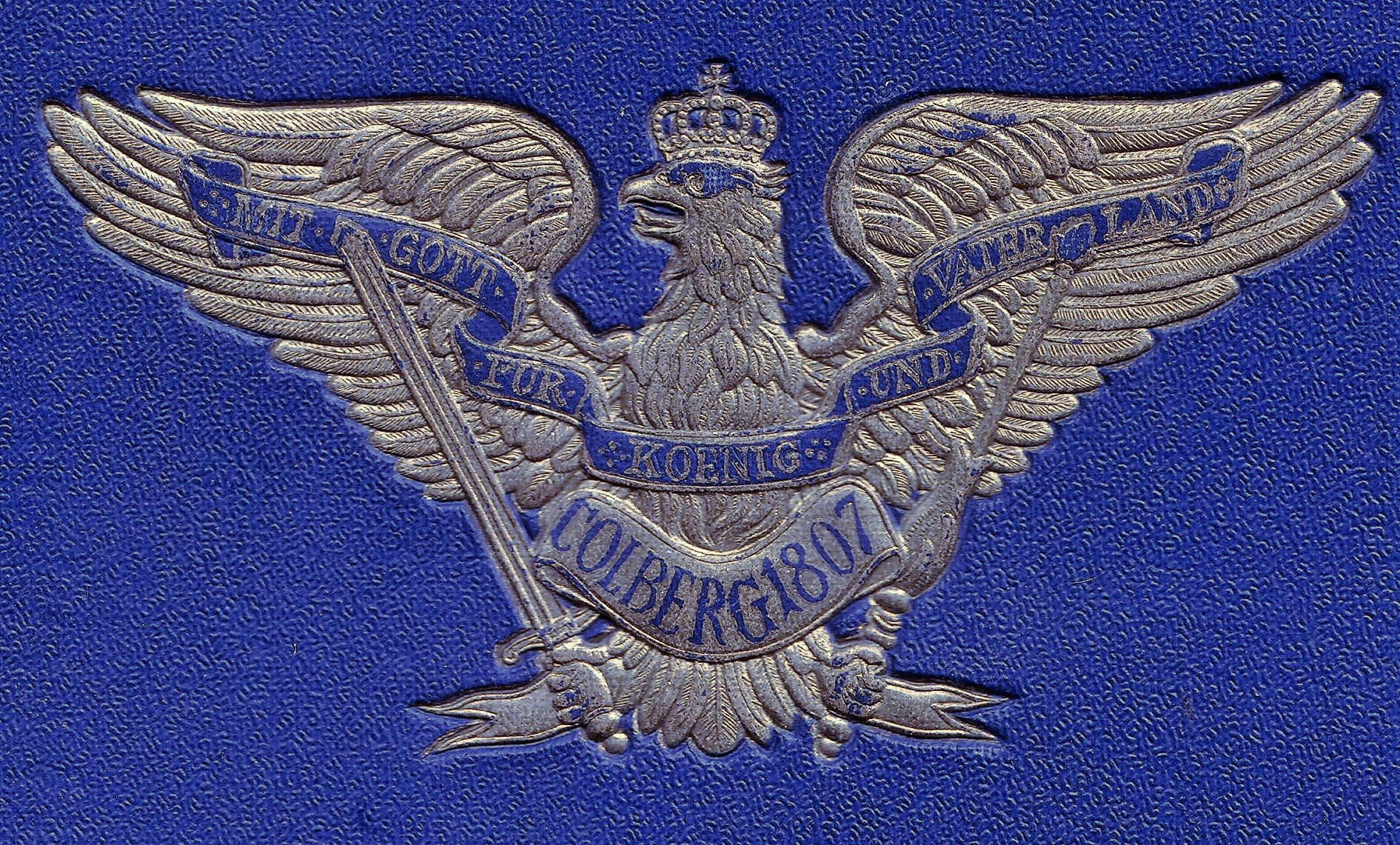
« Avec Dieu pour le roi et la patrie - Colberg 1807 » : insigne de casque du régiment de grenadiers de Colberg, après 1849.

Le 9e régiment de grenadiers colbergeois « comte Gneisenau » (2e régiment d'infanterie poméranien) (en allemand : Colbergsches Grenadier-Regiment „Graf Gneisenau“ (2. Pommersches) Nr. 9) est une unité de l'armée prussienne puis de l'armée impériale allemande qui doit son nom à la ville de Colberg ou Kolberg, aujourd'hui Kołobrzeg en Poméranie. Elle a combattu dans les guerres napoléoniennes, la guerre franco-allemande de 1870 et la Première Guerre mondiale.

## Guerres duXVIIIesiècle
Les bataillons qui devaient constituer le régiment de Colberg sont issus du régiment Jeeße, créé en 1733 et engagé dans la première (1740-1742) puis dans la seconde guerre de Silésie (1744-1745) où il se distingue à la bataille de Kesselsdorf sous le commandement du prince héritier Léopold II d'Anhalt-Dessau.
Pendant la guerre de Sept Ans (1756-1763), le régiment Jeeße prend le nom de son nouveau chef, le général Bernd Siegmund von Blankensee (de). Il prend part à la capture de l'armée saxonne au camp de Pirna, puis combat à la bataille de Lobositz en 1756. Après la  mort de Blankensee en janvier 1757, le régiment prend le nom de son nouveau chef, Ernst Ludwig von Kannacher (de). Il participe à la bataille de Prague, à celles de Gross-Jägersdorf, Rossbach, Breslau, Leuthen en 1757, Zorndorf et Hochkirch en 1758, moins un bataillon de grenadiers détaché vers Prague puis Dresde. En 1759, il passe sous le commandement de Joachim Friedrich von Stutterheim et participe à la bataille de Böhmisch-Friedland puis en 1760 à celle de Torgau et en 1762 à celles de Burkersdorf et de Freiberg, dernier combat de la guerre avant la paix de Hubertsbourg.

## Guerres napoléoniennes

### Quatrième coalition et reformation du régiment

Plan de la forteresse de Colberg en 1807, bibliothèque royale de Berlin, 1851.

En 1798, le régiment passe sous le commandement du général von Borde. Dans la guerre de la quatrième coalition, le 14 octobre 1806, deux bataillons combattent l'armée napoléonienne dans la désastreuse bataille d'Auerstaedt, le troisième restant en garnison à Colberg. Les restes du régiment Borde suivent le corps du lieutenant-général Blücher jusqu'à Lübeck : après une dernière tentative de résistance, à court de vivres et de munitions, Blücher doit se rendre le 7 novembre 1806.
La garnison de Colberg, commandée par le colonel Ludwig Moritz von Lucadou (de) puis, à partir du 29 avril 1807, par August Neidhardt von Gneisenau, comprenant le 3e bataillon du régiment Borde, la garde bourgeoise de la ville et des éléments de plusieurs autres unités, soutient un siège de quatre mois contre les troupes françaises, italiennes et hollandaises du général Loison : elle résiste victorieusement jusqu'à la paix de Tilsit le 2 juillet 1807. Les pertes de la garnison sont de 55 officiers et 2 806 sous-officiers et soldats tués, blessés ou disparus, dont un petit nombre de prisonniers ; dans la population civile, on compte 27 tués et 42 blessés.
Après la paix de Tilsit, le lieutenant-général Blücher est chargé de réorganiser les troupes prussiennes en Poméranie. En 1808, elles sont constituées en deux régiments. Le 1er régiment poméranien comprend le demi-bataillon de grenadiers von Waldenfels, le 2e bataillon poméranien, le 3e bataillon de Nouvelle-Marche et le bataillon léger du major Ferdinand von Schill. Le 2e régiment poméranien comprend l'autre moitié du bataillon de grenadiers von Waldenfels, les bataillons de mousquetaires von Owstien et von Borde et le bataillon de fusiliers von Möller. Chacun de ces régiments détache une compagnie de garnison.

### Sixième coalition et guerre de libération

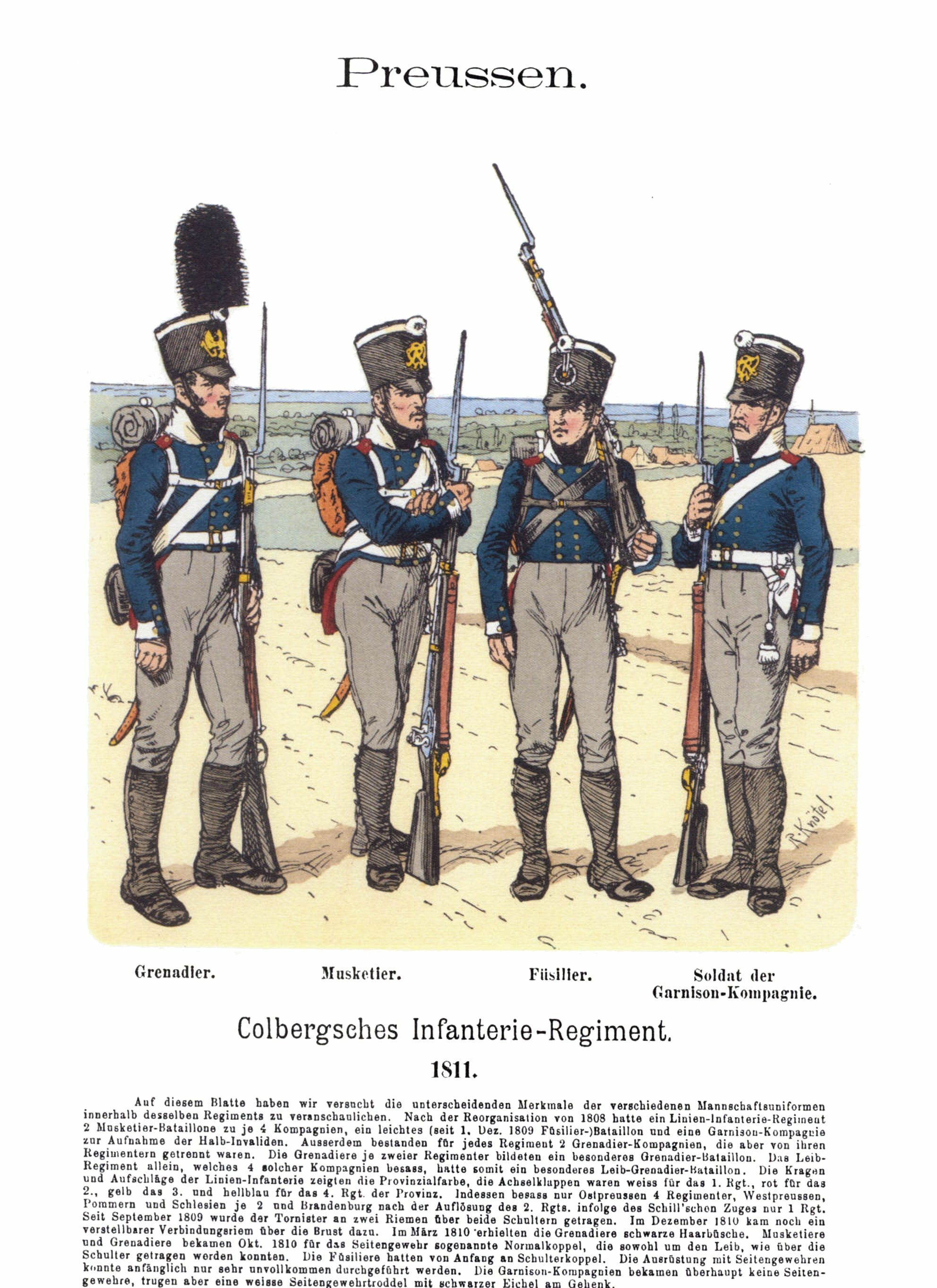
Soldats du régiment de Colberg en 1811 : de g. à dr., grenadier, mousquetaire, fusilier et soldat de garnison, dessin de Richard Knötel, 1891.

En 1812, Napoléon engage la Grande Armée dans la campagne de Russie. Un corps d'armée franco-prussien de 20 000 hommes, composé principalement de troupes prussiennes sous le commandement du maréchal français Étienne Macdonald, est chargé de couvrir son flanc nord par une marche sur la Courlande et Riga. Le 1er bataillon du régiment de Colberg, avec le 2e bataillon et le bataillon de fusiliers du 1er régiment poméranien, constitue un 3e régiment poméranien provisoire commandé par le major von Steinmetz, rattaché au corps de Macdonald. Le siège de Riga est une impasse et, à la venue de l'hiver, les soldats doivent encore camper en plein air. En décembre, Macdonald quitte l'armée en laissant le commandement du 10e corps au général prussien Ludwig Yorck qui décide de rompre avec la tutelle française et, le 30 décembre 1812, signe avec les Russes la convention de Tauroggen.
Yorck marche alors vers la province de Prusse-Orientale en compagnie des troupes russes. Son exemple est bientôt suivi par d'autres généraux prussiens. Friedrich Wilhelm Bülow ramène ses troupes vers Stargard et, le 17 janvier 1813, écrit au roi Frédéric-Guillaume III pour lui demander de prendre la tête de la guerre de libération contre les Français. Le major-général Ludwig von Borstell, qui commande les troupes en Poméranie, rassemble 6 000 hommes comprenant les troupes de Colberg, des réservistes, soldats en congé, conscrits et volontaires, et, à la fin de février, part au-devant des Russes à Königsberg en écrivant au roi qu'il attend ses ordres ; dans le même temps, il envoie un émissaire aux Britanniques. Bülow et Borstell laissent au lieutenant-général Tauentzien le commandement des troupes entre Vistule et Oder, y compris les réservistes et recrues de Colberg. Le 15 mars, Tauentzien, devançant la déclaration officielle de guerre de la Prusse, adresse une sommation au général français Dufresse, commandant la garnison de Stettin.
Le 17 mars 1813, le roi Frédéric-Guillaume déclare la guerre à Napoléon en lançant un appel au peuple prussien ; le même jour, Yorck est autorisé à entrer à Berlin. Le régiment de Colberg reçoit de nombreux volontaires. Le 10 avril, il participe au premier assaut infructueux contre la forteresse de Wittemberg, tenue par les Français. Le 2 mai, il est engagé dans la bataille de Lützen, et les 20-21 mai, dans celle de Bautzen. Le régiment livre un combat acharné autour du village de Klein-Bautzen mais doit finalement battre en retraite faute de munitions, ayant perdu 8 officiers et 113 sous-officiers et soldats. En reconnaissance de la valeur du régiment de Colberg, le roi ordonne de détacher son 1er bataillon vers le 2e régiment à pied de la Garde, nouvellement formé.

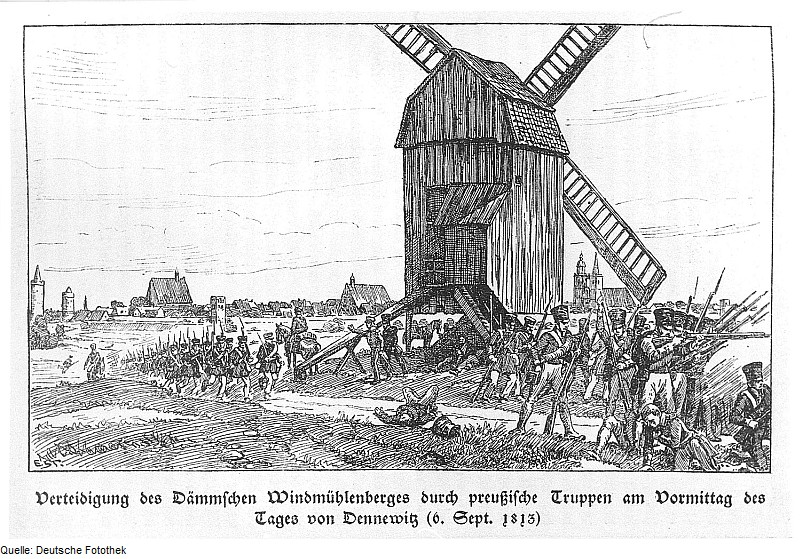
Défense du moulin à vent de Dennewitz par l'infanterie prussienne le 6 septembre 1813, gravure d'Erich Sturtevant, 1935.

Pendant l'armistice de Pleiswitz, signé le 2 juin 1813, le régiment de Colberg, commandé par le major von Jastrow, est stationné à Berlin et enrôle de nombreux volontaires de la capitale. Lors de la reprise des hostilités, le 10 août, il est intégré au 3e corps d'armée prussien commandé par le général Friedrich Wilhelm Bülow, rattaché à l'armée du Nord, formée de troupes russes, prussiennes et suédoises sous le commandement de l'ancien maréchal français Jean-Baptiste Bernadotte, devenu prince royal de Suède sous le nom de Charles Jean. À la bataille de Gross Beeren (23-25 août 1813), le bataillon de fusiliers du régiment de Colberg, aux côtés du 1er bataillon du 9e régiment de réserve, du 1er régiment de hussards du Corps et d'une demi-batterie d'artillerie, combat pour arrêter l'offensive française en direction de Berlin. Les Prussiens contre-attaquent, font prisonniers 380 Saxons alliés des Français et reprennent le village en flammes. À la nuit tombante, le major von Jastrow part en reconnaissance pour poursuivre l'adversaire et tombe par erreur sur un détachement de hussards saxons qu'il prenait pour des alliés ; il est jeté à terre et échappe de justesse à la captivité. À la bataille de Dennewitz (6 septembre 1813), Bülow remporte une nouvelle victoire sur les Français ; le régiment de Colberg, partie de la 6e brigade, occupe l'aile droite du 3e corps près de la colline du moulin à vent ; il est renforcé au cours de la journée par une batterie d'artillerie russe. Les Français doivent se replier au-delà de l'Elbe. Friederike Krüger, une jeune fille du Mecklembourg qui combattait dans le régiment déguisée en homme, est blessée lors de cette bataille ; guérie, elle continuera de servir avec le grade de sous-officier et décorée de la Croix de fer. Le régiment ne prend qu'une part réduite à la bataille de Leipzig (16-19 octobre 1813) où il arrive au troisième jour de combat et reste en réserve ; c'est une victoire décisive des Alliés qui oblige Napoléon à évacuer l'Allemagne.
L'ancien royaume de Hollande, annexé par Napoléon en 1810, commence à se soulever contre les Français. Le 3e corps de Bülow reçoit l'ordre de contribuer à sa libération. Les bataillons du régiment de Colberg, sous le commandement du lieutenant-colonel von Jastrow, prennent Doesburg le 23 novembre 1813 et Zutphen le 24 ; ils participent à la prise d'assaut d'Arnhem le 30 novembre où le régiment perd 10 officiers et 308 hommes.
Le régiment est ensuite embarqué sur le Waal et intégré à la brigade von Krafft. Le 13 janvier, il livre bataille à Wijnegem près d'Anvers sans pouvoir entamer les défenses de la ville. Le 30 janvier, le colonel von Jastrow, avec le 1er batailllon de Colberg et d'autres troupes, tente un assaut contre Bois-le-Duc.

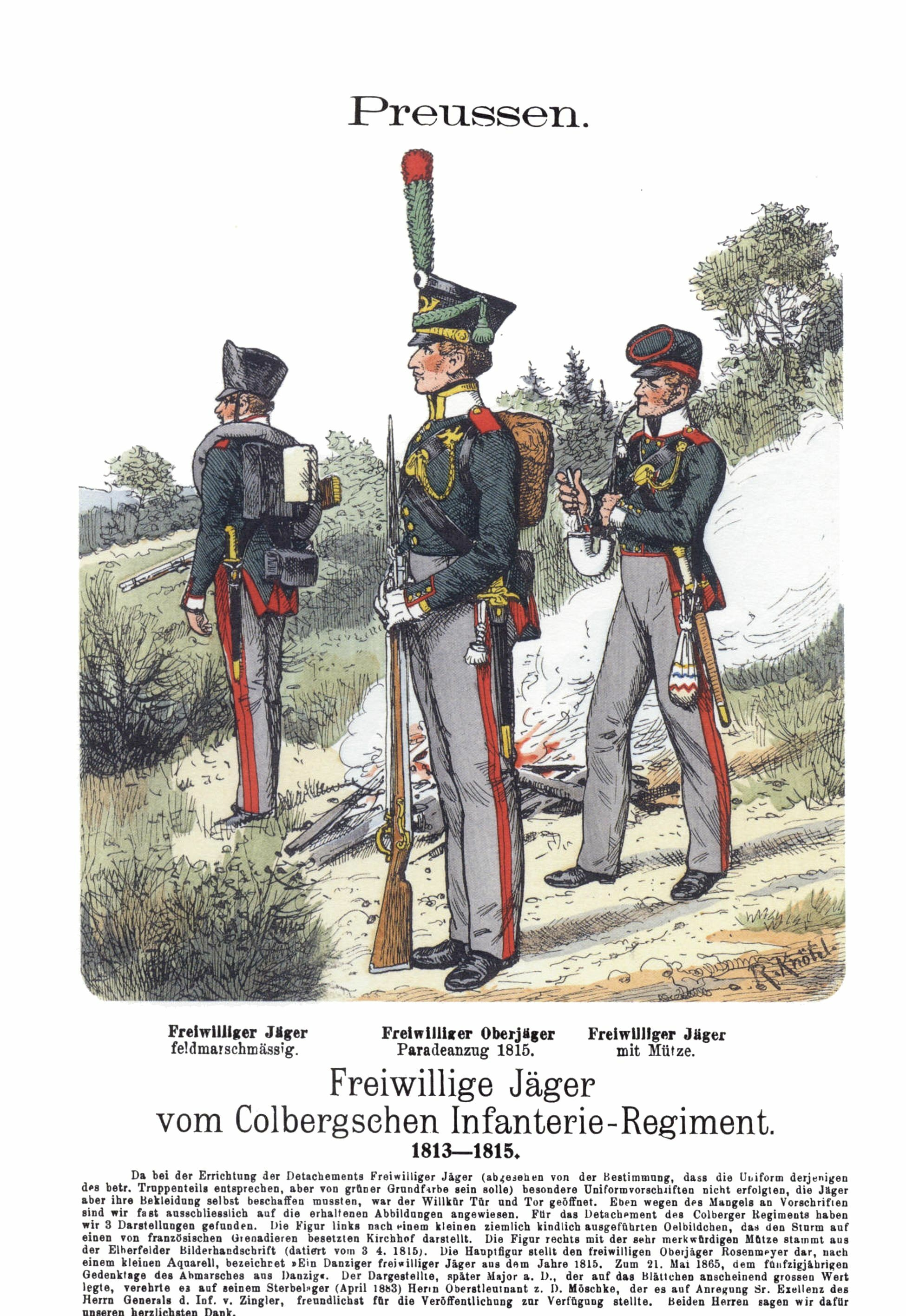
Chasseurs volontaires du régiment de Colberg vers 1813-1815, dessin de Richard Knötel, 1891.

Dans la campagne de France de 1814, le régiment de Colberg est rattaché au 3e corps d'armée de Bülow. Le 18 février 1814, il entre sur l'ancien territoire français, dans le département du Nord. Il avance par Avesnes-sur-Helpe, Capelle, Marle et Laon qu'il atteint le 24 février. Le colonel von Jastrow, malade, est remplacé par le major von Schmidt. L'historiographe du régiment note qu'à l'approche des troupes prussiennes, les villageois évacuent leurs villages et cachent leurs biens. Le corps de Bülow reçoit l'ordre de se diriger vers Soissons pour faire sa jonction avec le corps russe de Wintzingerode et aller renforcer l'armée de Silésie de Blücher qui arrive à marches forcée en suivant l'Aube et la Marne afin de marcher vers Paris. Bülow arrive le 2 mars devant Soissons qui capitule le lendemain, sa garnison étant autorisée à l'évacuer. L'armée de Blücher peut alors passer au nord de l'Aisne pour regrouper ses différents corps. Le régiment de Colberg se trouve alors à Montbavin et Margival. Napoléon passe à son tour au nord de l'Aisne pour tenter de couper Blücher de ses bases de ravitaillement aux Pays-Bas et, le 9 mars, livre la bataille de Laon qui s'achève par la retraite des Français. Seul le 1er bataillon du régiment de Colberg, campé au pied de la montagne de Laon, a pris part au combat.
Du 12 au 18 mars, le régiment manœuvre entre La Fère, Senlis et Noyon avant de revenir vers Laon. Du 22 au 30 mars, il participe au dernier siège de Soissons : la place oppose une résistance acharnée et repousse plusieurs assauts. L'historiographe écrit : « jusqu'au 30 mars […] Soissons fut vivement bombardée tous les jours ; l'ennemi faisait de fréquentes sorties et le feu de mousqueterie durait sans interruption. Le régiment y perdit de nombreux hommes. » Cependant, il arrive aux Prussiens, pendant les travaux du siège, d'ouvrir une cave et d'y découvrir une réserve de 30 000 bouteilles de vin : pendant le reste de leur séjour, ils peuvent faire cuire leurs légumes au champagne. Le 30 mars, ils lèvent le siège et prennent d'assaut Compiègne le 1er avril : le régiment de Colberg y perd 5 officiers blessés et 164 soldats tués ou blessés. Le corps de Bülow marche ensuite vers Paris où convergent les armées alliées : la capitulation de Paris et l'abdication de Napoléon mettent fin au conflit avec la restauration des Bourbon.
Le 10 avril, le régiment de Colberg se met en route pour rentrer au pays par Marly-le-Roi, Compiègne, Noyon, Ham, Arras, Gand où ses hommes se reposent du 7 mai au 1er juillet, profitant de la prospérité du pays et du bon accueil des habitants. Ses effectifs sont complétés par le retour sous les armes de soldats convalescents et l'arrivée de nouvelles recrues westphaliennes . Le 1er juillet, le régiment reprend la route vers l'Allemagne par Roermonde et passe l'hiver à Krefeld, Kempen et Wankum, le bataillon de fusiliers étant cantonné à Venlo aux Pays-Bas.

### Septième coalition

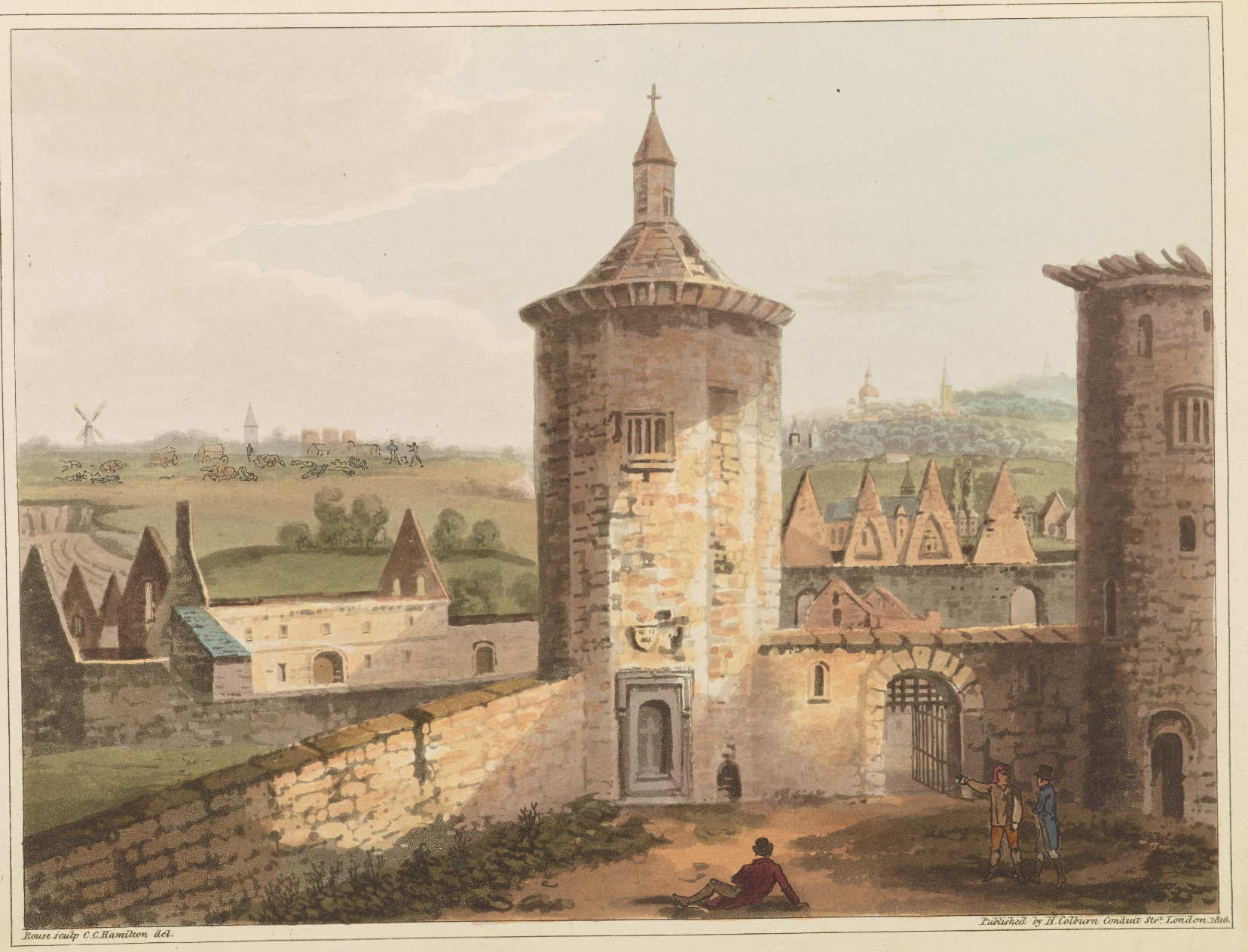
Château et village de Ligny dévastés par la bataille le 16 juin 1815, illustration de William Mudford, An Historical Account of the Campaign in the Netherlands, 1817.

Le 1er mars 1815, Napoléon s'échappe de l'île d'Elbe et reprend le pouvoir en France. Les puissances européennes forment la Septième Coalition pour le chasser du trône définitivement. Blücher dirige l'armée prussienne du Rhin inférieur dans la campagne de Belgique. La 6e brigade prussienne est placée sous le commandement du colonel von Jastrow : elle comprend le régiment de Colberg, commandé par le major von Schmidt, le 21e régiment d'infanterie (ancien 9e régiment de réserve), le 26e régiment d'infanterie et le 1er régiment de Landwehr de l'Elbe. Elle arrive à Verviers le 30 mars, à Huy le 11 avril . Les 3 et 5 mai, le bataillon de mousquetaires puis celui de fusiliers sont envoyés à Liège pour mettre fin à une mutinerie des soldats saxons qui refusent de servir sous commandement prussien : les Saxons sont désarmés et internés aux Pays-Bas. En revanche, le régiment reçoit des volontaires de Mühlhausen, Berlin, Stettin et Dantzig. Le 26 mai, il est rattaché au 2e corps prussien (lieutenant-général Pirch I). Il combat à la bataille de Ligny (16 juin 1815). Il se tient en réserve près du village de Brye et du moulin à vent de Bussy. Vers 18 h, la 6e brigade est repoussée vers le village de Saint-Amand ; le major von Schmidt reçoit l'ordre de contre-attaquer vers Ligny. Son régiment résiste toute la nuit aux assauts de la Garde impériale française et des cuirassiers et couvre la retraite de l'armée vers Sombreffe, ayant eu 3 officiers et 60 soldats tués, 10 officiers et 270 soldats blessés.
L'armée prussienne se replie en bon ordre vers Wavre en cherchant l'occasion de faire sa jonction avec l'armée anglo-germano-néerlandaise de Wellington. Le 18 juin, le 2e corps prussien n'arrive que dans les dernières heures de la bataille de Waterloo et ne prend que peu de part à la victoire. Cependant, il poursuit le corps français de Grouchy et reprend Namur le 20 juin 1815 ; le colonel von Jastrow est tué dans l'assaut. Le 2e corps avec le régiment de Colberg poursuit son avance par Landrecies, Philippeville et enfin Givet qui ne se rend que le 20 septembre 1815. Entre-temps, l'entrée des Alliés à Paris et la seconde abdication de Napoléon ont mis fin à la guerre.

## Vers l'unité allemande
En 1818, le feld-maréchal August Neidhardt von Gneisenau est déclaré propriétaire du 9e régiment de Colberg. En 1838, ses drapeaux sont brodés de l'inscription « Colberg 1807 » qui est reprise sur l'insigne de son casque à pointe en 1849. Pendant la révolution allemande de 1848, alors que le roi Frédéric-Guillaume IV, cédant à l'enthousiasme national des révolutionnaires, envoie la Garde prussienne combattre le Danemark dans la première guerre de Schleswig , le 9e régiment est déployé à Berlin et Potsdam pour y assurer l'ordre : son chef, le colonel von Roeder, ne manque pas de rappeler au chef élu de la Garde bourgeoise que le régiment a eu 800 tués à Gross-Beeren en 1813 pour défendre Berlin. En 1860, l'unité est promue au rang de régiment de grenadiers.
Sous le règne de Guillaume Ier, de 1861 à 1888, l'armée prussienne connaît une série de réformes sous l'impulsion du chancelier Otto von Bismarck, du ministre de la guerre Albrecht von Roon et du général Helmuth von Moltke. En 1866, Bismarck engage le royaume dans la guerre austro-prussienne : le 9e régiment franchit la frontière autrichienne le 17 juin et reste en réserve à la victoire de Sadowa, le 3 juillet, où il ne subit que des pertes légères par éclats de grenades.

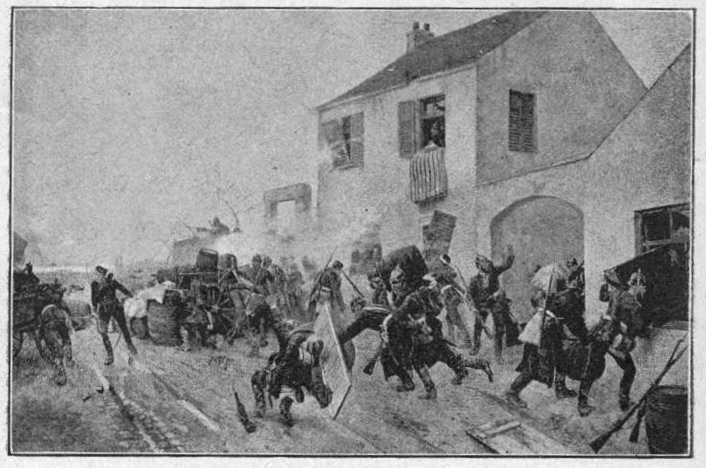
Défense de Beaune-la Rolande le 28 novembre 1870, catalogue d'exposition au Palais des glaces de Munich, 1891.

Pendant la guerre franco-allemande de 1870-1871, le régiment de grenadiers de Colberg, commandé par le colonel von Ferentheil (de), est rattaché au 2e corps. Avec le 49e régiment d'infanterie, il forme la 7e brigade d'infanterie. Il quitte ses cantonnements le 27 juillet 1870 pour gagner la frontière française par le chemin de fer prussien. Il combat à la bataille de Gravelotte (18 août 1870) qui aboutit à l'encerclement dans Metz de l'armée française du maréchal Bazaine. Après la défaite française de Sedan et la reddition de Napoléon III le 2 septembre, le 9e régiment est déplacé vers Rezonville, Ars-sur-Moselle et Saint-Quentin. La 7e brigade est alors rattachée à la division wurtembergeoise ; elle participe au siège de Paris et à la bataille de Champigny (30 novembre-2 décembre 1871). Le 28 novembre 1870, le régiment participe à la bataille de Beaune-la-Rolande contre l'armée de la Loire. En janvier 1871, il est rattaché à l'armée du Sud du général Edwin von Manteuffel et prend part aux dernières opérations contre l'armée de l'Est du général Bourbaki. Il combat dans les batailles de La Planée (30 janvier 1871) et Pontarlier (1er février) ; dans une neige épaisse, l'armée de Bourbaki est repoussée vers le Jura et obligée de traverser la frontière de la Suisse où elle est internée.
Le régiment reste en occupation en France jusqu'en 1873 avant de retourner à sa garnison à Stargard. La victoire de 1870-1871 sur la France a permis de faire l'unité de l'Empire allemand ; le général Helmuth von Moltke, propriétaire du régiment de Colberg, reçoit le titre de Generalfeldmarschall (feld-maréchal). Par la suite, pour ne pas compromettre les avantages acquis, le chancelier Bismarck se tourne vers une politique internationale prudente : il évite de s'impliquer dans la guerre russo-turque de 1877-1878 et déclare que la question d'Orient « ne valait pas les os d'un grenadier poméranien ».

## Première Guerre mondiale et dissolution du régiment

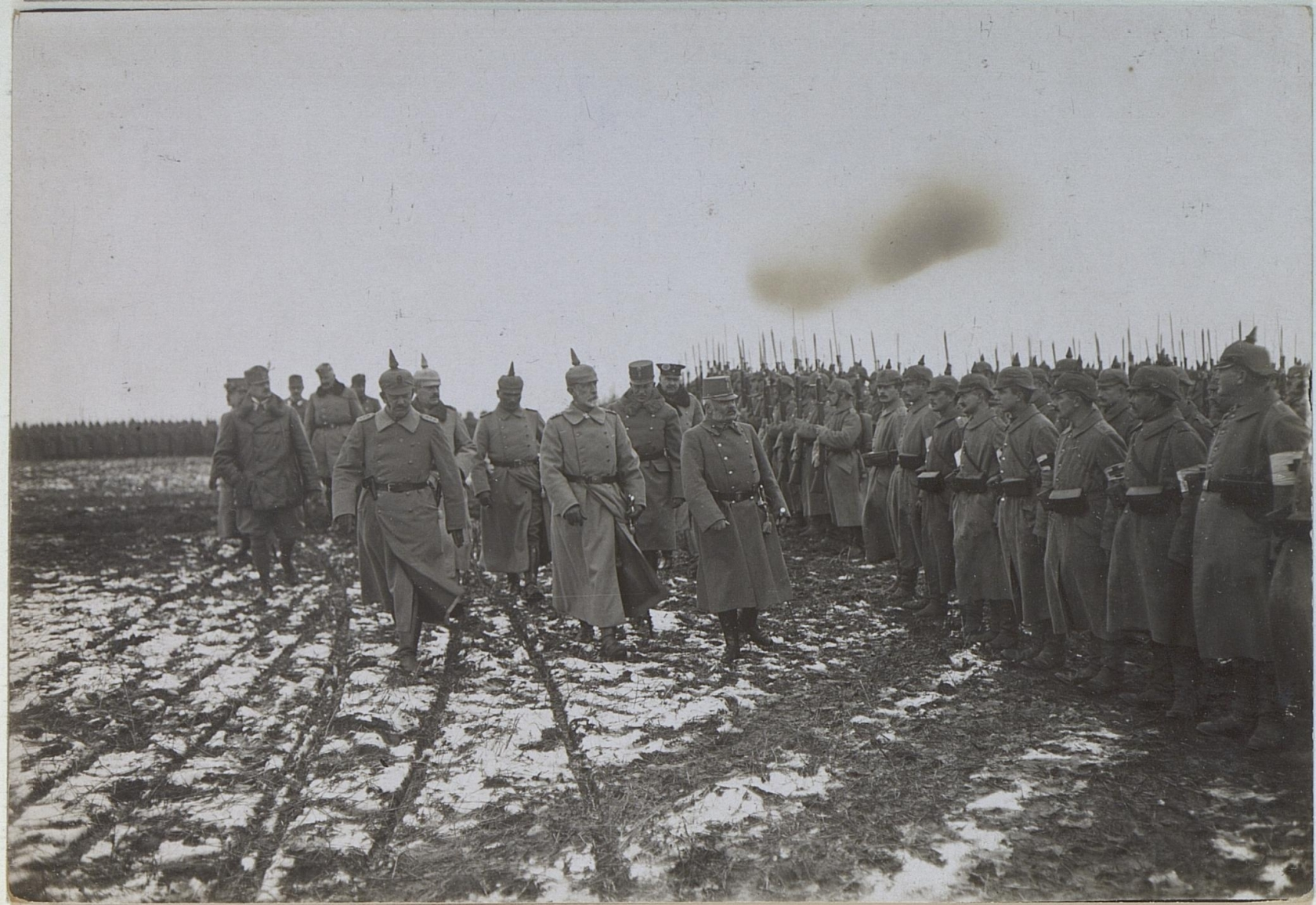
L'archiduc Frédéric de Habsbourg-Teschen avec sa suite d'officiers allemands et austro-hongrois passant en revue le 9e régiment de grenadiers sur le front de l'Est, v. 1915.

Le régiment appartient à la 5e brigade d'infanterie jusqu'au 14 janvier 1915.
Le 2 septembre 1914, une partie de l'unité est engagée dans le combat de Mortefontaine qui est considéré comme le combat le plus proche de Paris et le « point extrême de l'avance ennemie ».
Le 15 janvier 1915, il est transféré à la 6e brigade d'infanterie de la Garde qui, en mars 1915, devient la 3e division de la Garde avec 3 régiments d'infanterie. Rattaché à l'armée du Sud, il combat dans les Carpates, au col d'Oujok. La 3e division de la Garde est considérée par le renseignement militaire américain comme une des meilleures de l'armée allemande ; transférée plusieurs fois du front de l'Est au front de l'Ouest, elle subit de lourdes pertes en 1918 et, à la fin de la guerre, ses régiments sont réduits à un effectif de 200 ou 300 hommes.
Le régiment est démobilisé en décembre 1918. Certains de ses éléments entrent dans les corps francs sous la République de Weimar. Le 24 août 1921, les traditions du 9e régiment de grenadiers sont transférées aux 1er et 4e compagnies du 4e régiment (prussien) de la Reichswehr à Stargard.

## Chefs de régiment
| Grade                                       | Nom                              | Date                                     |
| ------------------------------------------- | -------------------------------- | ---------------------------------------- |
| General der Infanterie/Generalfeldmarschall | August Neidhardt von Gneisenau   | 10 juin 1818 au 23 août 1831             |
| General der Infanterie/Generalfeldmarschall | Helmuth Karl Bernhard von Moltke | 20 septembre 1866 au 24 avril 1891       |
| Generaloberst                               | Josias von Heeringen             | 18 septembre 1918 jusqu'à la dissolution |

## Commandants
| Grade                       | Nom                                                 | Date                                                       |
| --------------------------- | --------------------------------------------------- | ---------------------------------------------------------- |
| Major                       | Melchior von Boemcken                               | 26 août 1808 au 27 mai 1810                                |
| Major                       | Karl Friedrich Franciscus von Steinmetz             | 4 juin 1810 au 28 février 1813                             |
| Oberstleutnant              | Alexander von Zastrow                               | 1er mars 1813 au 9 avril 1815                              |
| Major/Oberstleutnant/Oberst | Karl von Schmidt (de)                               | 10 avril 1815 au 26 septembre 1821                         |
| Oberstleutnant/Oberst       | August von Kanitz                                   | 6 avril 1822 au 29 mars 1832                               |
| Oberstleutnant              | Johann Heinrich von Schachtmeyer (de)               | 30 mars 1832 au 23 décembre 1832 (chargé de la direction)  |
| Oberstleutnant/Oberst       | Johann Heinrich von Schachtmeyer                    | 24 décembre 1832 au 3 mars 1837                            |
| Oberst                      | Wilhelm von Pückler-Groditz (de)                    | 30 mars 1837 au 13 janvier 1838 (chargé de la direction)   |
| Oberst                      | Wilhelm Erdmann von Pückler                         | 14 janvier 1838 au 24 mars 1841                            |
| Oberstleutnant              | Peter Anton von Korff (de)                          | 25 mars au 28 septembre 1841 (chargé de la direction)      |
| Oberstleutnant/Oberst       | Peter Anton von Korff                               | 29 septembre 1841 au 26 mars 1847                          |
| Oberst                      | Hermann von Roeder                                  | 30 mars 1847 au 12 janvier 1848 (chargé de la direction)   |
| Oberst                      | Hermann von Roeder                                  | 13 janvier au 12 mai 1848                                  |
| Oberstleutnant/Oberst       | Karl von Bagenski (de)                              | 13 mai 1848 au 14 avril 1852                               |
| Oberst                      | Franz von Borcke (de)                               | 15 avril 1852 au 17 décembre 1856                          |
| Oberst                      | Wilhelm von Borcke (de)                             | 18 décembre 1856 au 30 mai 1859                            |
| Oberst                      | Heinrich Friedrich Dietrich Sigismund von Horn (de) | 31 mai 1859 au 8 janvier 1864                              |
| Oberst                      | Karl Gustav von Sandrart                            | 9 janvier 1864 au 29 octobre 1866                          |
| Oberst                      | Julius von Suchten (de)                             | 30 octobre 1866 au 4 mars 1867                             |
| Oberstleutnant              | Georg von Ferentheil und Gruppenberg (de)           | 5 mars au 10 avril 1867 (chargé de la direction)           |
| Oberstleutnant/Oberst       | Georg von Ferentheil und Gruppenberg                | 11 avril 1867 au 7 novembre 1871                           |
| Oberstleutnant              | Konstantin von Boltenstern (de)                     | 8 novembre 1871 au 7 janvier 1872 (chargé de la direction) |
| Oberst                      | Konstantin von Boltenstern                          | 8 janvier 1872 au 2 août 1877                              |
| Oberstleutnant/Oberst       | Wilhelm von Grote (de)                              | 3 août 1877 au 15 août 1883                                |
| Oberst                      | Albert von Boguslawski                              | 16 août 1883 au 10 février 1886                            |
| Obert                       | Sylvius von Stwolinski                              | 11 février 1886 au 21 mars 1889                            |
| Oberst                      | Viktor von Eberstein                                | 22 mars 1889 au 13 octobre 1890                            |
| Oberst                      | Hugo von Strantz                                    | 14 octobre 1890 au 17 janvier 1891                         |
| Oberst                      | Eugen von Stuckradt                                 | 18 janvier 1891 au 13 mai 1894                             |
| Oberst                      | Georg von Alten (de)                                | 14 mai 1894 au 18 mars 1896                                |
| Oberst                      | Gustav von Wachtmeister                             | 19 mars 1896 au 26 janvier 1899                            |
| Oberst                      | Paul Eltester (de)                                  | 27 janvier 1899 au 21 avril 1902                           |
| Oberstleutnant              | Adolf von Schimmelmann                              | 22 avril au 17 août 1902                                   |
| Oberstleutnant/Oberst       | Werner von Rostken                                  | 18 août 1902 au 26 janvier 1907                            |
| Oberst                      | Alfred von Wrochem                                  | 27 janvier 1907 au 31 mars 1910                            |
| Oberst                      | Rudolf von Scherbening                              | 1er avril 1910 au 20 avril 1911                            |
| Oberst                      | Felix Langer                                        | 21 avril 1911 au 21 avril 1914                             |
| Oberst                      | Walter Leu                                          | 22 avril 1914 au 16 octobre 1915                           |
| Oberstleutnant              | Friedrich von Derschau                              | 17 octobre 1915 au 14 avril 1916                           |
| Oberstleutnant              | Robert von Kleist                                   | 15 avril au 13 août 1916                                   |
| Oberst                      | Hans von Eberstein (de)                             | 14 août 1916 au 20 avril 1917                              |
| Oberstleutnant              | Just von Seelhorst                                  | 21 avril 1917 au 9 janvier 1919                            |
| Oberst                      | Max Wobring                                         | 10 janvier au 10 octobre 1919                              |

## Sources et bibliographie
- (de) Cet article est partiellement ou en totalité issu de l’article de Wikipédia en allemand intitulé « Colbergsches Grenadier-Regiment „Graf Gneisenau“ (2. Pommersches) Nr. 9 » (voir la liste des auteurs) dans sa version du 6 janvier 2021.
- (de) Karl von Bagenski (de), Geschichte des 9. Infanterie-Regiments genannt das Kolbergsche, Kolberg, 1842, 362 p. (ISBN 978-1168453419, lire en ligne)
- Jean-Baptiste-Adolphe Charras, Histoire de la guerre de 1813 en Allemagne, Leipzig, Brockhaus, 1866, 536 p. (ISBN 978-2019693824, lire en ligne)
- Colmar von der Goltz, Geschichte des Colbergschen Grenadier-Regiments Graf Gneisenau (2. Pomm.) Nr. 9 und seiner Stammtruppen. 1717–1908, Berlin, 1912, 88 p.
- (de) Jürgen Kraus, Handbuch der Verbände und Truppen des deutschen Heeres 1914–1918, t. 1, Wien, Militaria, 2007, 48 p. (ISBN 978-3902526151), p. 6
- United States Expeditionary Force, Histories of Two Hundred and Fifty-one Divisions of the German Army which participated in War, p. 73
- Eugen Petermann: Geschichte des Colbergschen Grenadier-Regiments Graf Gneisenau (2. Pommersches) Nr. 9. 1842 au 1889. Im Anschluß an v. Bagensky's „Geschichte des 9. Infanterie-Regiments, genannt Colbergsches“. E.S. Mittler & Sohn, Berlin 1889.
- Leopold von Zedlitz-Neukirch: Die Staatskräfte der Preußischen Monarchie unter Friedrich Wilhelm III. Band 3, Berlin 1830 (Volltext)